# Etangs de Boneffe
Etangs de Boneffe este o arie protejată (sit de importanță comunitară — SCI, arie de protecție specială avifaunistică — SPA) din Belgia întinsă pe o suprafață de 6,06 ha, integral pe uscat.

## Localizare
Centrul sitului Etangs de Boneffe este situat la coordonatele 50°37′11″N 4°57′06″E / 50.619594°N 4.95167°E.

## Înființare
Situl Etangs de Boneffe a fost declarat arie de protecție specială avifaunistică în ianuarie 2014 pentru a proteja 8 specii de animale. Situl a fost protejat și ca sit de importanță comunitară în octombrie 2002.

## Biodiversitate
Situată în ecoregiunea atlantică, aria protejată nu include niciun habitat protejat.
La baza desemnării sitului se află mai multe specii protejate de  păsări (8): pescăruș albastru (Alcedo atthis), rață pitică (Anas crecca), rață cârâitoare (Anas querquedula), buhai de baltă (Botaurus stellaris), erete de stuf (Circus aeruginosus), egretă albă (Egretta alba), egretă mică (Egretta garzetta), vultur pescar (Pandion haliaetus).